# معهد جنيف للديمقراطية والتنمية
معهد جنيف للديمقراطية والتنمية (Geneva Institute for Democracy and Development) (GIDD) هو معهد دولي مستقل مكرس للبحث في موضوعات وقضايا السلام والديمقراطية وحقوق الإنسان والمشكلات الاجتماعية والاقتصادية.
تأسس المعهد في عام 2004 في جنيف في  سويسرا. وهدفه الرئيسي هو تقديم البيانات والتحليلات والتوصيات، بشكل مجاني، لواضعي السياسات والباحثين ووسائل الإعلام والجمهور المهتم.

## التاريخ والتمويل
تأسس المعهد في عام 2004، ويعمل على نشر الثقافة العامة وتعزيز التعليم العام من خلال تقديم منح دراسية ونشر مطبوعات وأبحاث وتحليلات. ويهدف إلى توفير وجهات نظر متوازنة ومدروسة حول قضايا الساعة، وتعزيز النقاش المنفتح والعقلاني على أساس الأدلة العلمية وليس التوجهات الأيديولوجية.
يسعى المعهد أيضًا إلى الحصول على دعم مالي من منظمات أخرى من أجل تنفيذ برنامجه البحثي الواسع وسعيًا لتحقيق رؤيته ورسالته. 

## الهيكل التنظيمي
يتكون الهيكل التنظيمي للمعهد من فريق الباحثين واللجنة المنظمة والرئيس، ويبلغ عددهم حوالي 15 شخصًا.

## النشاط الدولي
يقع المعهد في جنيف في سويسرا، ويقدم منصة فريدة للباحثين المهتمين من مختلف البلدان، وتوفر لها بيئة للعمل في تعاون وثيق. يستضيف المعهد أيضًا باحثين ومتدربين يعملون في القضايا المتعلقة ببرامج الأبحاث المخطط لها من قبل المعهد. ويحافظ المعهد على اتصالات مع مراكز بحثية أخرى وباحثين أفراد في جميع أنحاء العالم.

## البحث والاتصالات
يقدم المعهد نتائج أبحاثه لصانعي السياسات والبرلمانيين والدبلوماسيين والصحفيين والخبراء. ويعمل على إقامة العديد من الندوات والمؤتمرات. وله موقع على شبكة الإنترنت؛ ونشرة إخبارية شهرية 

## روابط خارجية
- الموقع الرسمي
- صفحة المعهد على ECOSOC NGO Portal